# Міграційна криза внаслідок російсько-української війни (з 2022 року)
Міграційна криза внаслідок російсько-української війни — масове переміщення втікачів від війни — громадян України, іноземців або осіб без громадянства — що почалося з вторгненням російських військ в Україну 24 лютого 2022 року, з метою перебування у безпечних місцях в Україні та за кордоном. Найбільша в Європі криза міграції населення під час наймасштабнішої війни в Європі з часів Другої світової війни.
З початку повномасштабної війни в Україні багатьом людям довелося покинути рідні міста, домівки, поїхати у іншу країну, аби зберегти життя собі і своїм рідним.
Сотні тисяч втекли протягом перших кількох днів після нападу. Оскільки Україна була атакована Російською Федерацією з півночі, сходу та півдня, більшість втікачів від війни знайшли притулок на заході країни та у сусідніх країнах на захід від України: Польщі, Угорщині, Молдові, Румунії та Словаччині.
Безвізовий режим між Україною та Європейським Союзом дозволяє громадянам України вільно перетинати міждержавні кордони країн Європейського Союзу. Європейський Союз та окремі країни оголосили, що будуть відкриті для українців, щоб втікачі від війни не проходили процедуру надання притулку. Багатьох із постраждалих прийняли члени родин, які вже проживають у приймаючій країні. Залізничні компанії в кількох державах, таких як Польща та Німеччина, дозволяють українським втікачам від війни пересуватися потягами безкоштовно.
Евакуації громадян третіх країн сприяли уряди України та приймаючих країн. Уряд Індії активно допомагав своїм громадянам — операція «Ґанґа» — та пропонував допомогу іншим.

## Передумови
18 лютого 2022 року представники тимчасово окупованих Російською Федерацією районів у Донецькій та Луганській областях України заявили про евакуацію мешканців «через зростання напруженості в регіоні». Їхнє звернення до громадян окупованих територій було записано наперед 16 лютого 2022 року — до ескалації на лінії фронту 24 лютого 2022 року. Це посилювало побоювання міжнародного співтовариства про організацію провокації з боку Росії задля початку військових дій під приводом загострення ситуації. Виїхати на територію України місцеві не мали можливості.
21 лютого 2022 року президент Росії Володимир Путін визнав незалежними тимчасово окуповані РФ на сході України російські квазідержавні утворення — так звані Донецька та Луганська «народні республіки».
24 лютого 2022 року Російська Федерація почала повномасштабне вторгнення в Україну.

## Гуманітарні коридори
Україна була атакована Російською Федерацією з території Білорусі (північ), уздовж усього російсько-українського кордону (схід), Азовського і Чорного морів (південь). Евакуація цивільного населення з цих напрямків до території, яку контролює український уряд, могла бути лише крізь лінію бойового зіткнення — це потребує припинення вогню та гуманітарні коридори. Гуманітарні коридори для евакуації цивільного населення з території, яка тимчасово окупована Російською Федерацією або контролюється Збройними силами Російської Федерації та пов'язаними озброєними групами, РФ хотіла дозволити лише до своєї країни та свого союзника Білорусі.

## Юридична складова
Втікачі від війни можуть мати різний статус:
- вимушені переселенці (ВПО) — в Україні,
- втікачі від війни — тимчасовий прихисток переміщеної особи за національною програмою приймаючої країни ЄС,
- шукачі притулку — за заявкою на надання притулку в інших країнах і тоді можливий статус біженця після позитивного вирішення справи шукача притулку.

Громадянам України дозволено подорожувати до деяких країн Європи без віз і дозволено залишатися в країні на 90 днів без спеціального дозволу. Відповідно до шенгенських домовленостей, в'їхавши в будь-яку країну Шенгенської угоди, втікачі від війни можуть подорожувати до інших країн Шенгенської зони без будь-яких віз або перевірок на кордоні. З 4 березня 2022 року до 4 березня 2025 року для втікачів від війни в ЄС задіяна Директива про тимчасовий прихисток, щоб не проходити стандартну процедуру надання притулку в Європейському Союзі. Тимчасовий прихисток надається: 1) громадянам України, які проживають на її території на 24 лютого 2022 року, 2) політичним біженцям, які проживають в Україні, 3) членам сімей перших двох категорій, 4) власникам постійної та тимчасової посвідки на проживання в Україні, які не можуть повернутися на батьківщину з міркувань безпеки. Статус тимчасового прихистку не надається громадянам третіх країн, які не мали посвідки постійного проживання в Україні, якщо їхня батьківщина вважається безпечною.
Уряд Німеччини заявив про намір надати захист як українцям, так і громадянам третіх країн, які легально проживали на території України. Залізничні компанії кількох країн, зокрема Німеччини та Австрії, дозволяють українським втікачам від війни безкоштовно подорожувати потягом.
В інших країнах громадяни України повинні подати заяву про надання притулку.

## Чисельність
| Міграція українців у 2023 році (з 24 лютого 2022) | Міграція українців у 2023 році (з 24 лютого 2022) | Міграція українців у 2023 році (з 24 лютого 2022) | Міграція українців у 2023 році (з 24 лютого 2022) | Міграція українців у 2023 році (з 24 лютого 2022) |
| --- | ------------------------------------------------- | ------------------------------------------------- | ------------------------------------------------- | ------------------------------------------------- |
| статус |                                                   |                                                   |                                                   | осіб (мільйонів)                                  |
| Внутрішньо переміщені¹ | Внутрішньо переміщені¹                            |                                                   | 5,088                                             | 5,088                                             |
| Повернулися¹ | Повернулися¹                                      |                                                   | 4,757                                             | 4,757                                             |
| Біженці² | Біженці²                                          |                                                   | 6,231                                             | 6,231                                             |
| ¹На травень 2023 року, за оцінкою МОМ. ²Біженці – особи, зареєстровані для захисту в країнах, або, якщо ця цифра недоступна, біженці, зареєстровані як проживаючі в країнах у всьому світі на 1 серпня 2023, за оцінкою ООН. |                                                   |                                                   |                                                   |                                                   |

У разі російської війни різні міжнародні організації передбачали, що чисельність буде:

- внутрішньо переміщених осіб — 7,5 мільйонів осіб через два місяці в Україні,

- потребуватимуть медичної допомоги — 12 мільйонів осіб, — за оцінкою Гуманітарного офісу ООН 27 лютого 2022 року;

- втікачів від війни в сусідніх країнах — може досягти 4 мільйонів осіб, — за оцінкою Управління Верховного комісара ООН у справах біженців (УВКБ ООН).
За рік російської війни Міжнародна організація з міграції (МОМ) зробила оцінку міграційній кризі. Станом на січень 2023 року понад 19 мільйонів осіб залишалися під впливом тих чи інших форм переміщення, у тому числі 5,4 мільйонів внутрішньо переміщених осіб (ВПО) — 58 % з яких перебували в ньому шість або більше місяців — та 5,5 мільйонів осіб, які повернулися — п'ята частина з яких повернулася з-за кордону (МОМ Україна). Понад вісім мільйонів українців знайшли притулок за кордоном, тоді як було зафіксовано 602 337 випадків перетину кордону громадянами третіх країн (ГТК) з України до сусідніх країн (УВКБ ООН, 2023; МОМ, 2023).
За оцінкою ООН, з 24 лютого 2022 року до 1 серпня 2023 року кордон з України перетнули 22,5 мільйони осіб, до України — 15,8 мільйонів осіб з країнами, що включені до «Регіонального плану реагування на біженців».
За даними Держприкордонслужби України, з січня 2022 року по червень 2023 року Україну залишили 26,36 мільйонів осіб, в'їхали до України — 23,66 мільйони осіб.

### Зміни чисельності
Переміщення з країни в країну не обов'язково офіційно реєструються. Чисельність втікачів від війни часто є лише оцінками. На середину 2020 року Українська діаспора у світі — 6,1 мільйонів осіб, у Європі — 5 мільйонів осіб, за оцінкою УВКБ ООН.
На 27 лютого 2022 року за оцінкою УВКБ ООН, після початку масштабного російського вторгнення 24 лютого 2022 року з України втекли понад 368 тисяч людей. Оскільки станом на 1 березня 2022 року понад 600 000 втікачів від війни виїхали з України до сусідніх країн, Агенція ООН у справах біженців (УВКБ ООН) побоювалася, що ситуація може перерости у «найбільшу кризу біженців у Європі в цьому столітті».
Згідно з дослідженням Міжнародної організації з міграції (МОМ), проведеному з 9 до 16 березня 2022 року, майже 6,48 мільйонів людей є переміщеними в Україні через прямий результат війни. Дані МОМ показують, що 13,5 відсотка нових переміщених осіб уже мали досвід переміщення упродовж 2014—2015 років.
За оцінкою ООН на 30 березня 2022 року, 4 мільйони українських втікачів від війни виїхали з України; на 10 квітня 2022 — більш за 4,5 мільйони; на 2 травня 2022-го загальна чисельність втікачів від війни перевищила 5,5 мільйонів; на 17 січня 2023 року — 7 977 980.[джерело?]
Чисельність втікачів від війни з України, зареєстрованих для тимчасового прихистку в Європі, станом на 31 січня 2023 року склала 4 мільйони 823,33 тисячі осіб, — ООН.
В Україну, за оцінкою ООН, із 28 лютого 2022 року до 28 березня 2023 року в'їхало 11,200 мільйонів осіб (без урахування даних Угорщини, РФ і Білорусі. З жовтня 2022 року дані щодо Росії припинили оновлюватися, тоді як щодо Білорусі вони ще давніші).
| Чисельність українських втікачів від війни на липень 2023 у країнах, що включені до «Плану реагування на біженців»*                                                   | Чисельність українських втікачів від війни на липень 2023 у країнах, що включені до «Плану реагування на біженців»* | Чисельність українських втікачів від війни на липень 2023 у країнах, що включені до «Плану реагування на біженців»* | Чисельність українських втікачів від війни на липень 2023 у країнах, що включені до «Плану реагування на біженців»* | Чисельність українських втікачів від війни на липень 2023 у країнах, що включені до «Плану реагування на біженців»* |
| --- | --- | --- | --- | --- |
| Країни | | | | Чисельність |
| Польща | Польща | | 1,639,725 | 1,639,725 |
| Чехія | Чехія | | 543,190 | 543,190 |
| Болгарія | Болгарія | | 164,470 | 164,470 |
| Румунія | Румунія | | 138,825 | 138,825 |
| Словаччина | Словаччина | | 122,480 | 122,480 |
| Литва | Литва | | 79,205 | 79,205 |
| Естонія | Естонія | | 48,590 | 48,590 |
| Угорщина | Угорщина | | 36,930 | 36,930 |
| Латвія | Латвія | | 32,325 | 32,325 |
| Молдова | Молдова | | 3,195 | 3,195 |
| * Примітка: біженці – особи, зареєстровані для захисту в кожній країні, або, якщо ця цифра недоступна, біженці, зареєстровані як проживаючі в цій країні, за оцінкою. | | | | |

| Чисельність українських втікачів від війни в інших сусідніх з Україною країнах* | Чисельність українських втікачів від війни в інших сусідніх з Україною країнах* | Чисельність українських втікачів від війни в інших сусідніх з Україною країнах* | Чисельність українських втікачів від війни в інших сусідніх з Україною країнах* | Чисельність українських втікачів від війни в інших сусідніх з Україною країнах* |
| --- | ------------------------------------------------------------------------------- | ------------------------------------------------------------------------------- | ------------------------------------------------------------------------------- | ------------------------------------------------------------------------------- |
| Країни |                                                                                 |                                                                                 |                                                                                 | Чисельність осіб, зареєстрованих у країні                                       |
| Білорусь | Білорусь                                                                        |                                                                                 | 27,675                                                                          | 27,675                                                                          |
| РФ | РФ                                                                              |                                                                                 | 1,275,315                                                                       | 1,275,315                                                                       |
| * Примітка: цифри для Росії: включають українців, зареєстрованих для всіх форм перебування у 2022 році, 65,4 тис. осіб — отримали статус біженця або тимчасового притулку; перетнули кордон з 24 лютого 2022 — 2 852 395 осіб (на 3 жовтня 2022), дані про набуття ними статусу відсутні, дані про перетин кордону до України відсутні. Перетнули кордон з Білоруссю — 16 705 осіб з 24 лютого 2022, за оцінкою. |                                                                                 |                                                                                 |                                                                                 |                                                                                 |

| Чисельність українських втікачів від війни на липень 2023 в інших країнах Європи, (лише країни з понад 10 000 біженців*)                                              | Чисельність українських втікачів від війни на липень 2023 в інших країнах Європи, (лише країни з понад 10 000 біженців*) | Чисельність українських втікачів від війни на липень 2023 в інших країнах Європи, (лише країни з понад 10 000 біженців*) | Чисельність українських втікачів від війни на липень 2023 в інших країнах Європи, (лише країни з понад 10 000 біженців*) | Чисельність українських втікачів від війни на липень 2023 в інших країнах Європи, (лише країни з понад 10 000 біженців*) |
| --- | --- | --- | --- | --- |
| Країни | | | | Чисельність |
| Німеччина | Німеччина | | 961,725 | 961,725 |
| Іспанія | Іспанія | | 186,685 | 186,685 |
| Італія | Італія | | 186,455 | 186,455 |
| Австрія | Австрія | | 101,235 | 101,235 |
| Нідерланди | Нідерланди | | 94,415 | 94,415 |
| Ірландія | Ірландія | | 90,615 | 90,615 |
| Швейцарія | Швейцарія | | 87,495 | 87,495 |
| Франція | Франція | | 71,970 | 71,970 |
| Бельгія | Бельгія | | 71,730 | 71,730 |
| Фінляндія | Фінляндія | | 61,815 | 61,815 |
| Швеція | Швеція | | 60,675 | 60,675 |
| Португалія | Португалія | | 56,995 | 56,995 |
| Норвегія | Норвегія | | 53,440 | 53,440 |
| Данія | Данія | | 42,755 | 42,755 |
| Греція | Греція | | 25,480 | 25,480 |
| Хорватія | Хорватія | | 23,820 | 23,820 |
| Кіпр | Кіпр | | 19,290 | 19,290 |
| Словенія | Словенія | | 10,760 | 10,760 |
| * Примітка: біженці – особи, зареєстровані для захисту в кожній країні, або, якщо ця цифра недоступна, біженці, зареєстровані як проживаючі в цій країні, за оцінкою. | | | | |

## Житло та допомога
Співзасновник Airbnb та ще двоє чиновників надіслали листи європейським лідерам країн, які мають спільний кордон з Україною, та запропонували компаніям тимчасову підтримку на житло втікачів від війни. Схема буде фінансуватися за рахунок пожертв, зроблених через сайти Refugee Fund і за підтримки хостів на платформі. Такі організації, як ЮНІСЕФ, Агентство ООН у справах біженців, Міжнародний комітет порятунку, Об'єднаний комітет допомоги українсько-американським та інші почали приймати грошові пожертви на допомогу втікачам від війни та постраждалим від війни. Інші, наприклад Kyiv Independent, розпочали кампанії GoFundMe, щоб зібрати гроші на конкретні цілі або закликати фізичних осіб передати фізичні речі.

## Держави

### Країни, що межують з Україною

#### Польща

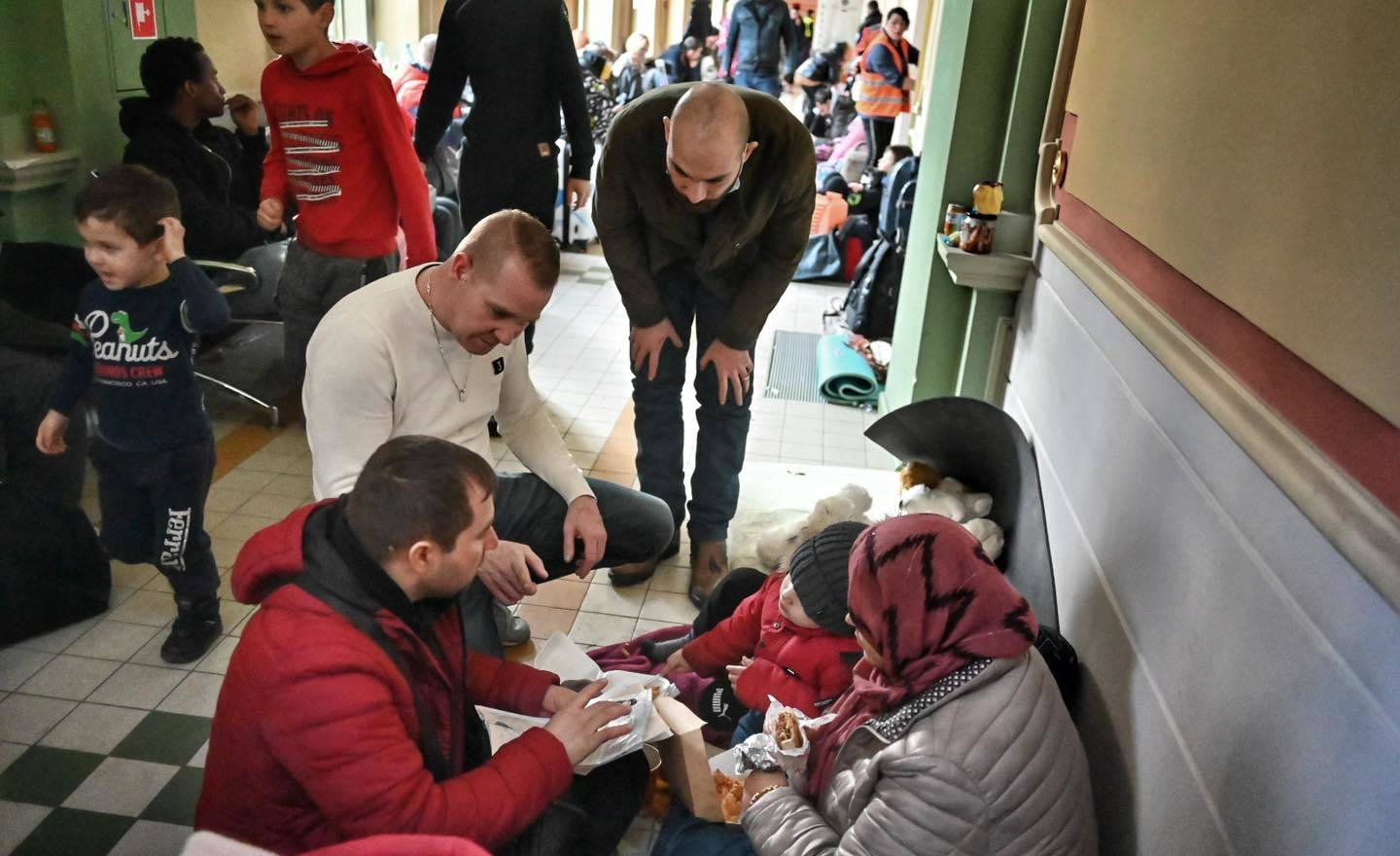
Волонтерська допомога на вокзалі в Перемишлі, Польща

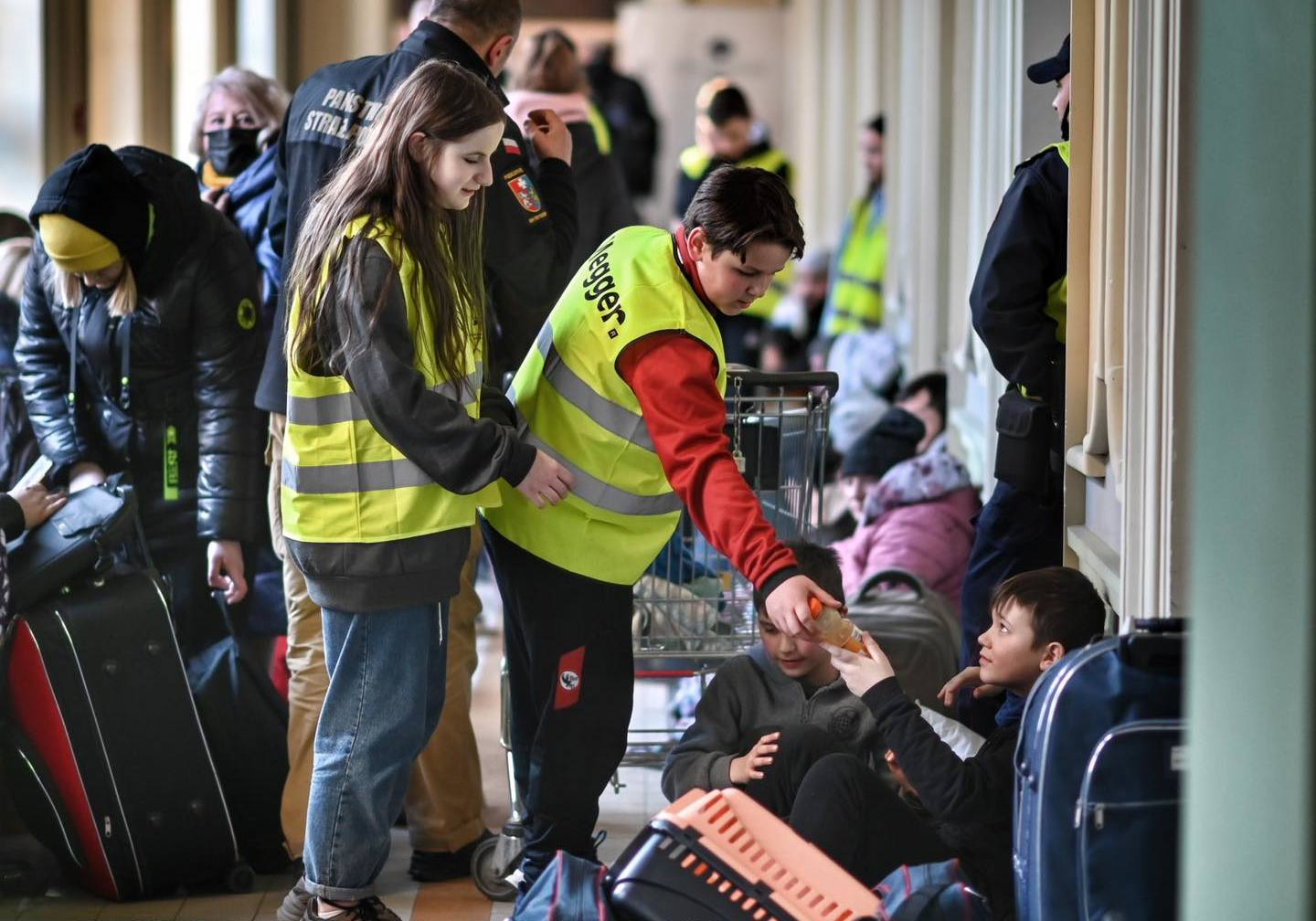
Волонтери допомагають втікачам від війни на вокзалі в Перемишлі

Вже 15 лютого 2022 року Польща очікувала можливого нападу Росії. Уряд попросив громади підготуватися до мільйона втікачів від війни.
З 24 лютого до 27 лютого 2022 року повідомлялося, що понад 280 тисяч втікачів від війни перетнули кордон з Польщею. На прикордонному переході неєвропейські студенти українських вишів скаржилися на «расистське» нерівне ставлення. Станом на 18 березня найбільше втікачів від війни з України прийняла Польща, більш за 2 мільйони людей; на 5 квітня — 2,5 мільйони; на 30 квітня — 3 мільйони.
У відповідь на безпрецедентний потік людей, що рятуються від війни, Польща швидко організувала масштабну систему допомоги для українців. Було впроваджено спрощені процедури перетину кордону та реєстрації, відкрито центри тимчасового розміщення. У 2025 році Польща й надалі забезпечує українцям, які залишаються в країні через війну, всебічну підтримку. Громадяни України мають доступ до медичних послуг, освіти для дітей, можуть працевлаштовуватися та отримувати соціальну допомогу. Також продовжують працювати організації та волонтерські ініціативи, які допомагають з адаптацією, вивченням мови, юридичними питаннями та пошуком роботи.

#### Румунія
22 лютого 2022 року міністр оборони Румунії Василе Дінку заявив, що у разі надзвичайної ситуації країна зможе прийняти понад 500 тисяч втікачів від війни. Хоча відповідальні організації зазначали, що інфраструктури країни замало такого потоку мігрантів. За їхніми оцінками, тимчасові табори країни були розраховані на 2500 місць, хоча в ряді регіонів вони могли бути створені протягом декількох годин.
Перші втікачі від війни прибули до Румунії через 2 дні. У середині березня повідомлялося, що румунський кордон перетнули близько 460 тисяч втікачів від війни. На 13 квітня країна прийняла понад 686 тисяч переселенців, які рятувалися від російського вторгнення. Влада Румунії також підтримувала сусідню Молдову, переселяючи втікачів від війни на свою територію.

#### Молдова

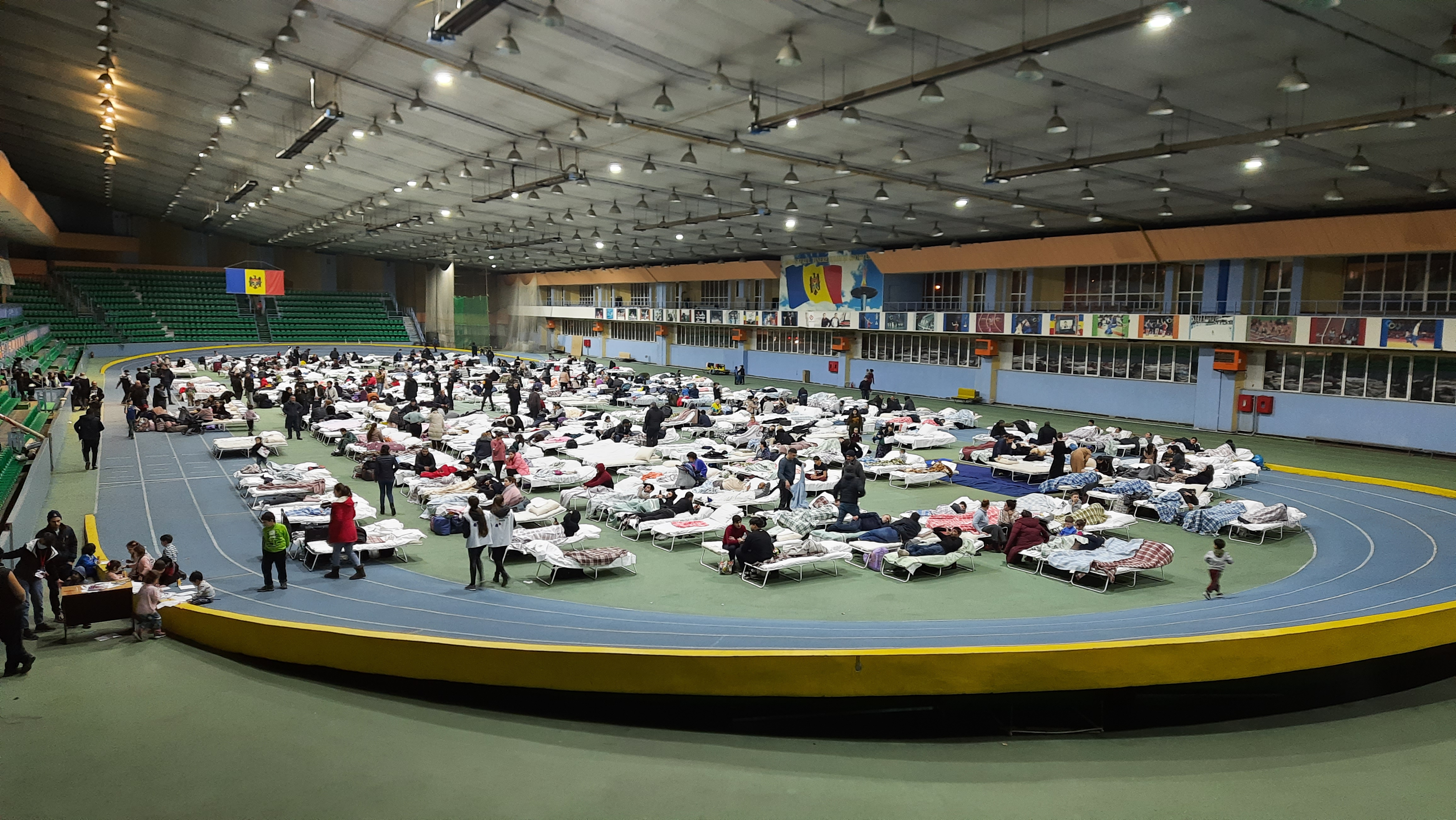
Центр для втікачів від війни, обладнаний на спортивному стадіоні в Кишиневі

Як і інші країни, що межують з Україною, Молдова прийняла перших втікачів від війни уже в перші дні війни. У країні було створено Центр управління кризовими ситуаціями для координації потоків мігрантів, організації розміщення та соціальної допомоги.
На 9 березня 2022 року до Молдови в'їхало близько 250 тисяч українських переселенців. Молдова прийняла найбільше українців у перерахунку на душу населення (4% від загального населення країни), і затримка допомоги європейської спільноти викликала зростання соціальної напруги. Влада Болгарії та Румунії була змушена допомагати з вивозом потоку втікачів від війни на свою територію. Частину мігрантів, що перебувають у Молдові, погодилася прийняти влада Німеччини.
ЗМІ невизнаної Придністровської Молдавської Республіки повідомляли, що на її територію прибуло близько 27,3 тисячі громадян України, 21 тисяча подали заяви на тимчасовий дозвіл на проживання.
За даними ООН на 13 квітня, чисельність українських втікачів від війни, які перетнули молдовський кордон, з початку вторгнення перевищила 410 тисяч.

#### Угорщина

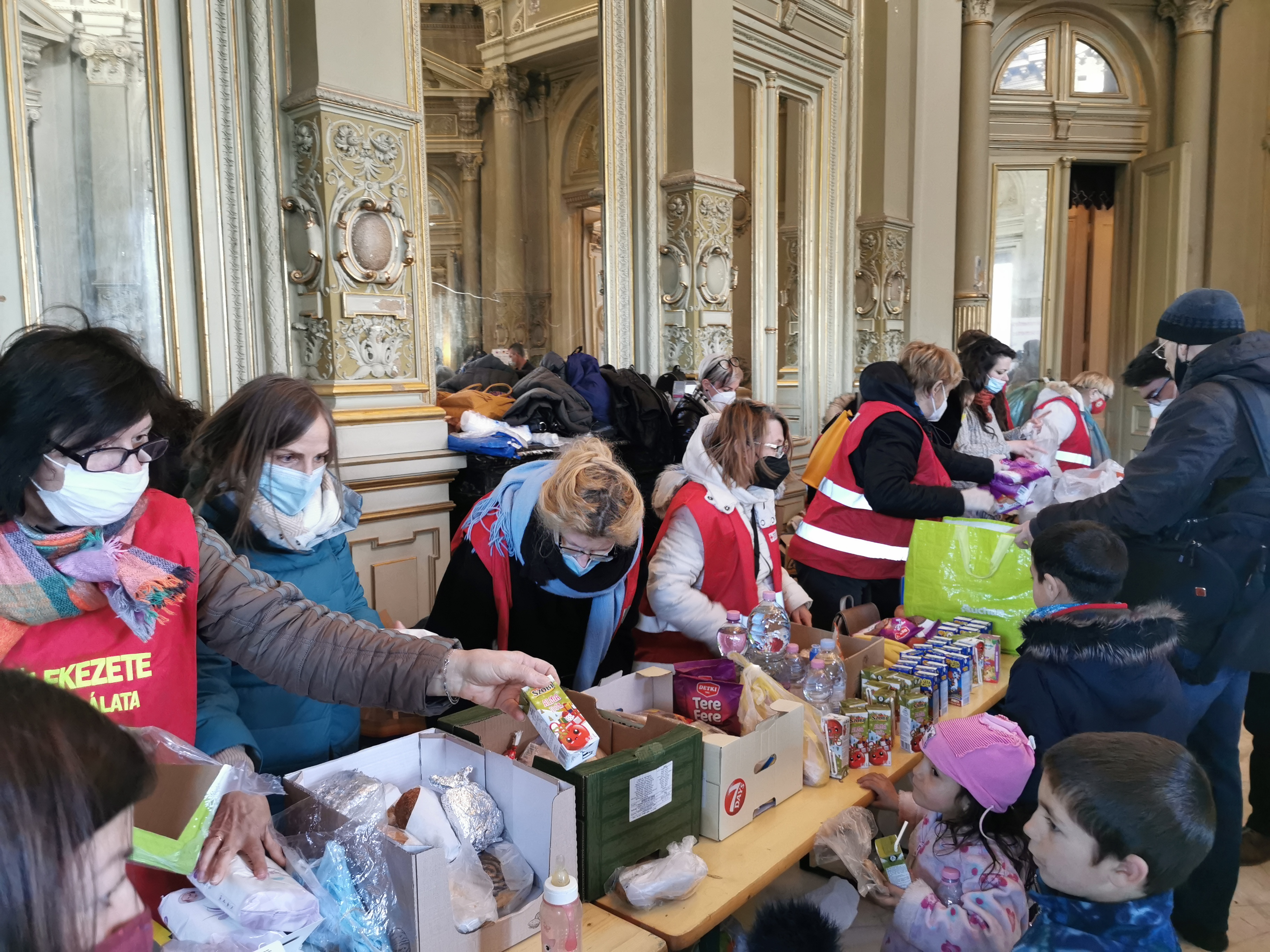
Угорські волонтери допомагають втікачам від війни

Уряд Угорщини заявив про намір прийняти українських втікачів від війни невдовзі після початку повномасштабного російського вторгнення. На початку березня угорський кордон перетнули 105 тис. українських втікачів від війни, тоді як заяву на отримання притулку в країні подали лише 313 осіб. До кінця місяця представник уряду заявив, що Угорщина прийняла понад 540 тисяч тих, хто рятується від конфлікту, або по 5 українців на кожні 100 громадян країни. Але неурядові організації наполягали, що реальна чисельність втікачів від війни набагато менша, оскільки більша частина залишає Угорщину невдовзі після перетину кордону. У результаті, за тимчасовим притулком офіційно звернулося лише понад сім тисяч осіб.
За даними ООН на 13 квітня, чисельність українських втікачів від війни, що перетнули угорський кордон, з початку вторгнення перевищила 419 тисяч осіб.

#### Словаччина

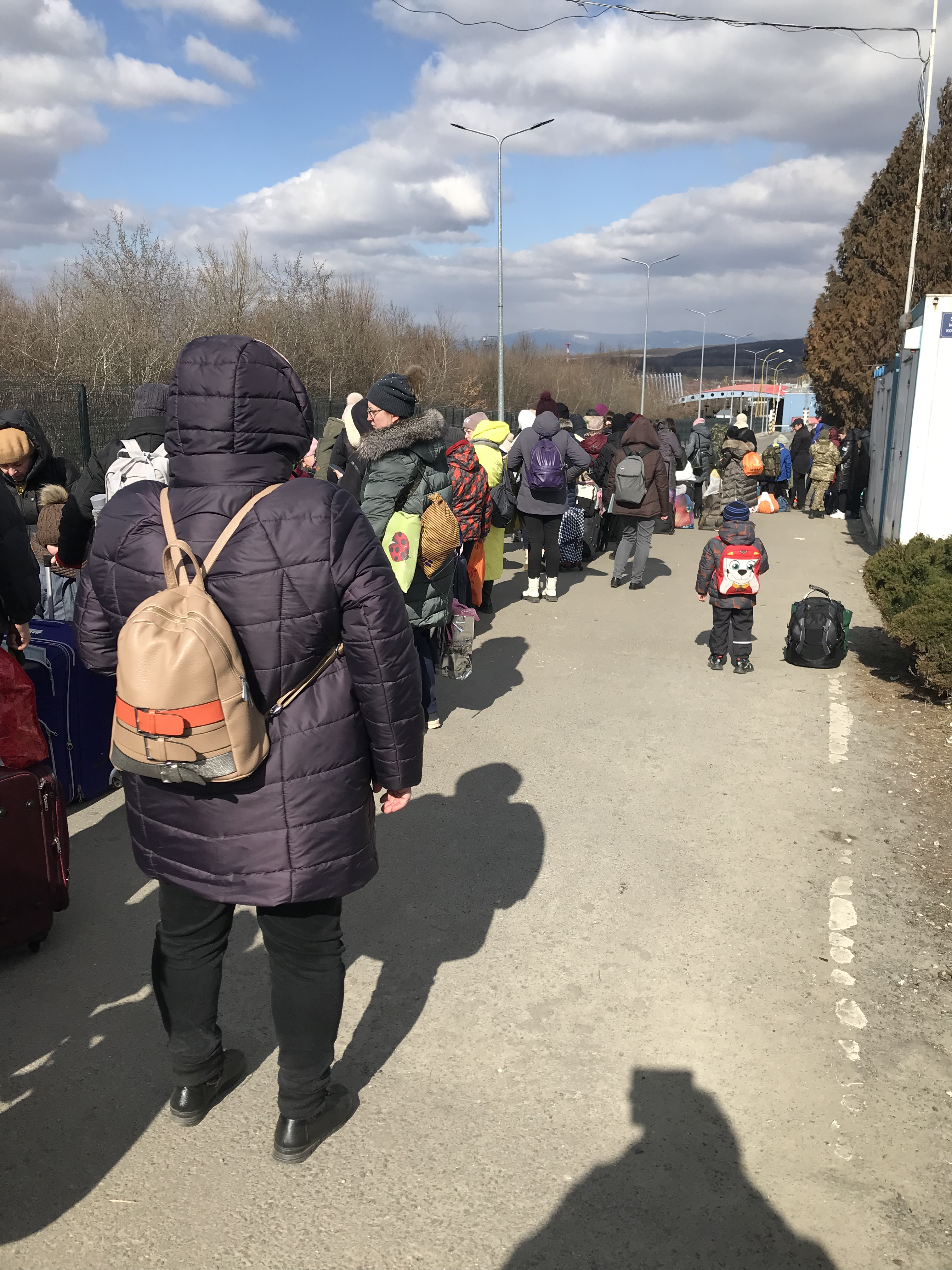
Втікачі від війни на Українсько-Словацькому кордоні

Про підготовку влади Словаччини до напливу українських втікачів від війни стало відомо ще до початку російського наступу. Одразу після словацька влада посилила охорону кордонів та відкрила додаткові прикордонні переходи для втікачів від війни з боку України. Було дозволено в'їзд втікачам від війни без чинних документів. На території Словаччини для них була доступна онлайн-платформа для реєстрації, проживання, доступ до базового медичного обслуговування та юридична допомога. Мешканці країни, які приймають переселенців, могли розраховувати на фінансову підтримку держави. Роботодавці заявляли, що легально здатні влаштувати від 100 тисяч людей.
Через п'ять тижнів з початку російського вторгнення словацько-український кордон перетнули понад 280 тисяч осіб, що дорівнювало приблизно 5 % населення країни; на 6 травня 2022, вже понад 391 тисяч.

#### Білорусь
Незабаром після початку російського вторгнення Державний прикордонний комітет Республіки Білорусь почав повідомляти про прибуття в країну українських втікачів від війни. З боку влади та Червоного хреста їм почала надаватися допомога. За період з 24 лютого до 11 березня всього з України на кордон Білорусії прибуло 1760 осіб. На 25 березня Державний прикордонний комітет заявив про 6097 втікачів від війни з України. Понад 2000 їх незабаром поїхали на територію Польщі, Латвії та Литви.
23 березня 2022 року Білорусь дозволила до 15 квітня безвізовий в'їзд з боку України всім, хто рятується від бойових дій.
30 березня 2022 року міністр освіти Республіки Білорусь О. Іванець заявив, що українські діти можуть навчатися у білоруських закладах освіти.
На 6 травня 2022 року кордон перетнули 26 278 осіб.[джерело?]

#### Росія
18 лютого 2022 року представники квазідержавних утворень «ДНР» та «ЛНР» заявили про евакуацію населення тимчасово окупованих районів у Донецькій та Луганській областях України на територію Росії. Російські військові повідомляли, що з 18-го по 23 лютого 2022 року територію тимчасово окупованих районів Донецької і Луганської областей залишили понад 106 тисяч осіб.
Напружені бойові дії та захоплення різних районів України Збройними силами Російської Федерації та пов'язаними озброєними групами призвели до масового вимушеного переміщення цивільного населення, зокрема на територію, яка окупована Російською Федерацією або контролюється Збройними силами Російської Федерації та пов'язаними озброєними групами. Люди, які тікали від небезпеки, часто були змушені евакуюватися в будь-якому можливому напрямку, незалежно від власних уподобань.
За перший місяць вторгнення в Україну — ще 420 тисяч осіб (з них понад 88 тисяч — Діти). Хоча за даними ООН, на 10 квітня чисельність українських втікачів від війни у Росії становила лише близько 404 тисячі осіб; на 6 травня 2022 — понад 739 тисяч. Від жовтня 2022 року дані щодо Росії припинили оновлюватися. Дані щодо перетину кордону у зворотньому напрямку — з РФ до України — Російська Федерація приховує.
Тисячі українців були депортовані до Росії. Їх відправляють у фільтраційні табори, які базуються у колишніх санаторіях та інших подібних місцях, що розташовані по всій Росії. Російська влада стверджує, що «евакуює» людей із зони бойових дії, однак окрім як «насильницької депортації» це назвати не можна. Видання Inews виявило 6250 українців, які зараз перебувають у 38 таборах, у тому числі 621 дитину. Близько третини з них — жителі Маріуполя.
Російська Федерація відмовляє УВКПЛ та МКЧХ у доступі до місць інтернування, депортації, доступі до осіб, які були затримані після того, як не пройшли «фільтрацію», а також до людей, які пройшли «фільтрацію», втім були затримані.

### Інші країни Європи

#### Позиція ЄС
Європейський союз надав 17 мільярдів євро країнам, приймаючим втікачів від війни з України.

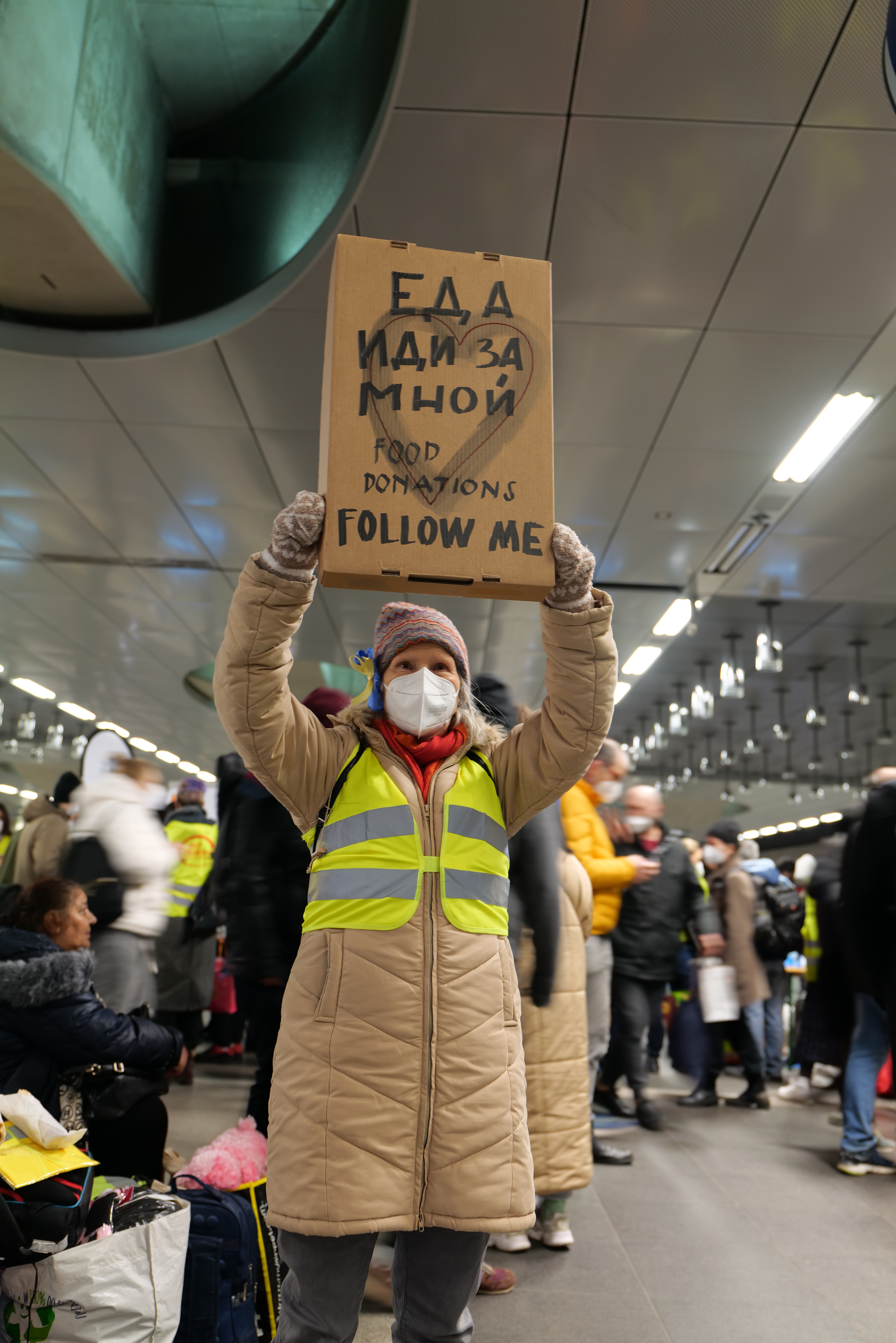
Волонтер із вказівником на залізничній станції Берліна

#### Німеччина
Перші українські втікачі від війни прибули до прикордонного німецького міста Бранденбург наступного дня після вторгнення російських військ. Уряд країни заявив про намір надати захист як українцям, так і громадянам третіх країн, які раніше проживали на території військового конфлікту. Для реєстрації втікачів від війни було запущено онлайн-платформу, організовано безкоштовний проїзд з Польщі на поїздах Deutsche Bahn для пред'явників українських паспортів, безкоштовний проїзд на місцевих поїздах та автобусах, а також роздача квитків, що виїжджають з Німеччини до інших країн. Міністерство внутрішніх справ повідомляло про 300 тисяч приватних будинків, готових прийняти мігрантів, організовувалися збори для постраждалих, тимчасові притулки були влаштовані на залізничному вокзалі та в аеропорту Берліна. Влада країни також надавала фінансову допомогу іншим європейським країнам, які приймають на своїй території мігрантів.
За три тижні у Німеччині офіційно зареєструвалися близько 160 тисяч українських втікачів від війни. На початку квітня загальна чисельність втікачів від війни, що зареєструвалися, перевищила 300 тисяч; на 6 травня 2022 — 400 тисяч.

#### Чехія

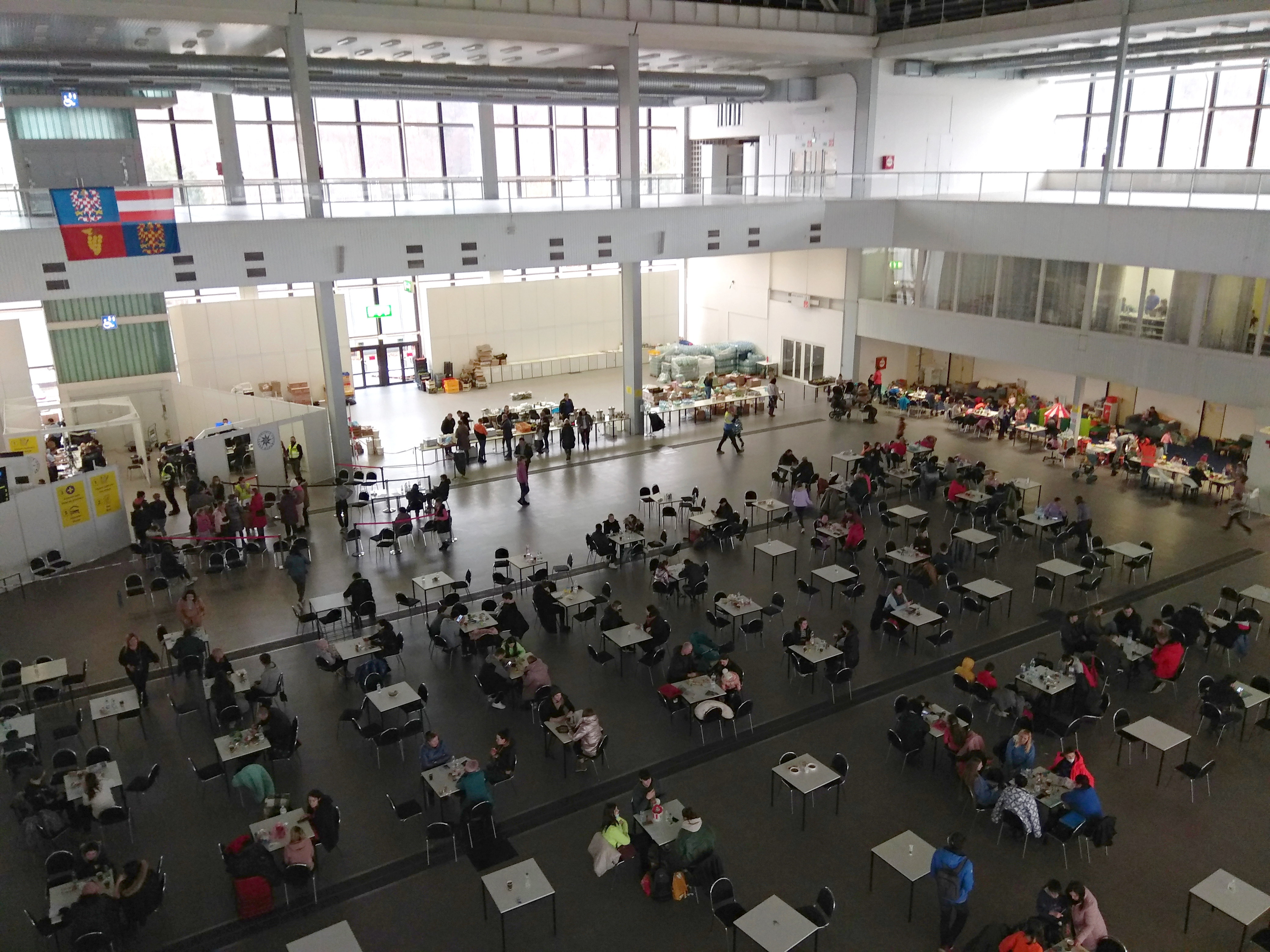
Українські втікачі від війни в Брно, Чехія

У перший тиждень березня Уряд Чехії повідомляв, що до країни прибули близько 100 тисяч втікачів від війни. До 10 березня їхня чисельність зросла майже до 200 тисяч, або близько 2 % всього населення Чехії. Здебільшого вони прибували з боку Словаччини чи Польщі. В'їжджаючі могли скористатися полегшеною процедурою отримання посвідки на проживання та доступом до національної медицини. Для координації потоків мігрантів було створено Регіональні центри допомоги, які займалися як розселенням втікачів від війни, так й їх вивезенням із сусідніх країн та відправленням гуманітарної допомоги.
Основним пунктом призначення тих, хто в'їжджає до Чехії, була Прага, куди щодня прибувало більше тисячі людей. Оскільки місць розміщення бракувало, держава подала заявку створення 25 модульних гуманітарних баз, місткістю до 50 тисяч осіб. Як і в Польщі, жителям країни, приймаючим втікачів від війни, були призначені грошові компенсації.
У середині березня чисельність втікачів від війни, що прибули до Чехії, досягла 270 тисяч, і влада була змушена заявити, що існуючих ресурсів не вистачає для розміщення та допомоги новим втікачам від війни, незабаром у країні було оголошено надзвичайний стан. На 7 квітня влада країни видала 272 тисяч спеціальних віз українським мігрантам і планувала витратити на допомогу новоприбулим приблизно $2,17 млрд у 2022 році; на 6 травня 2022 чисельність втікачів від війни перевищило 330 тисяч.
У 2023 році Чехія.

#### Болгарія
Уже за десять днів після початку повномасштабного вторгнення в Болгарію через Румунію в'їхало близько 25 тисяч українців. Ще через тиждень їхня чисельність зросла майже до 70 тисяч. Станом на 4 квітня за тимчасовим захистом країни звернулося близько 40 тисяч осіб, тоді як більша частина з 144 тисяч, що в'їхали, вирушила в інші країни.

#### Італія
Приблизно за два тижні з початку російського вторгнення в Україну в Італію втекли понад 23 тисячі осіб, 90% з яких становили жінки та діти. До середини березня чисельність втікачів від війни з України досягла 53 тисячі. Хоча влада заявляла про намір прийняти більш ніж утричі більшу чисельність людей, вони запровадили надзвичайний стан через наплив втікачів від війни.
На 6 травня 2022, загальна чисельність втікачів від війни перевищила 111 тисяч.

#### Іспанія
Наприкінці лютого уряд Іспанії ухвалив рішення про легалізацію всіх українців, які перебували в країні. На той момент їхня чисельність становила близько 100 тисяч осіб, і влада прагнула врегулювати їхнє становище, забезпечивши доступ до соціальної допомоги, охорони здоров'я та ринку праці. Регіональна влада висловила готовність прийняти більше українських переселенців, і майже за місяць від початку ескалації українського конфлікту до країни в'їхало близько 25 тисяч втікачів від війни. З них лише 9 тисяч реєструвалися в органах влади. 22 березня уряд анонсував нову програму підселення мігрантів на 6—12 місяців у будинки, чиї власники виявили бажання допомогти. На початку квітня оцінки уряду зросли: він заявляв про готовність надати «увесь можливий захист» приблизно 110 тисячам втікачам від війни, які прибули до Іспанії з початку російського наступу. Але офіційно за захистом країни звернулося близько 50 тисяч; на 6 травня — майже 75 тисяч.

#### Австрія
Наприкінці лютого міністр внутрішніх справ Герхард Карнер підтвердив готовність Австрії прийняти втікачів від війни з України. Приїжджим було дозволено вільно перебувати в Австрії до 90 днів. Для них було організовано близько 27 тисяч приватних ночівлів, гарячу лінію та пункти медичної допомоги, допомогу у пошуку роботи та можливостей у сфері освіти, а також центри для новоприбулих у столиці та регіонах Штирія, Каринтія, Верхня Австрія. Австрія також стала однією з держав ЄС, які надали фінансову допомогу (7 млн євро) та організували вивіз українських втікачів від війни з території Молдови.
На 6 травня 2022, загальна чисельність втікачів від війни перевищила 64 тисячі.

#### Франція
Наприкінці лютого влада країни направила гуманітарну допомогу Польщі та Молдові, на які припав основний наплив втікачів від війни. Незабаром потік мігрантів досяг Франції, і, за даними на 10 березня, в країну прибуло близько 7 тисяч осіб, що рятуються від військових дій. На той момент влада заявляла про готовність прийняти до 25 тисяч осіб. Але чисельність тих, хто прибував швидко зростала: до середини березня вона склала вже 17 тисяч, а через місяць з початку військових дій — 30 тисяч.
До кінця березня чисельність українських мігрантів, що в'їхали до Франції, досягла 45 тисяч. Для їх розміщення діяв спеціальний портал, де вже на початок місяця було додано понад 10 тисяч варіантів житла від приватних осіб та благодійних організацій.
На 6 травня, загальна чисельність втікачів від війни перевищила 53 тисячі.

#### Литва
Відразу після початку російського наступу на Україну Міністерство внутрішніх справ Литви підтвердило, що муніципалітети здатні розмістити до 10 тисяч втікачів від війни. З 4 березня всім українцям у Литві надавали річний дозвіл на проживання з можливістю продовження проживання, доступу до ринку праці та освіти. Уряд мав намір виділити 3,3 мільйона євро на психологічну допомогу, переклади, юридичні послуги, харчування, проживання та охорону здоров'я. Позиція влади викликала невдоволення арабських мігрантів, які прибули в країну роком раніше через білоруський кордон. Із 2 тис. іракських мігрантів, які становили більшість у міграційних таборах країни, дозвіл на проживання отримали лише 5 осіб.
Майже за місяць із ескалації конфлікту в країні було зареєстровано близько 26,9 тисяч втікачів від війни, з яких 11,7 тисяч – неповнолітніх. Станом на 9 квітня загальна чисельність новоприбулих втікачів від війни у країні зросла майже до 41,9 тисяч, з яких 17,5 тисяч неповнолітні; на 6 травня загальна чисельність втікачів від війни становила 51 тисячу осіб.

#### Естонія

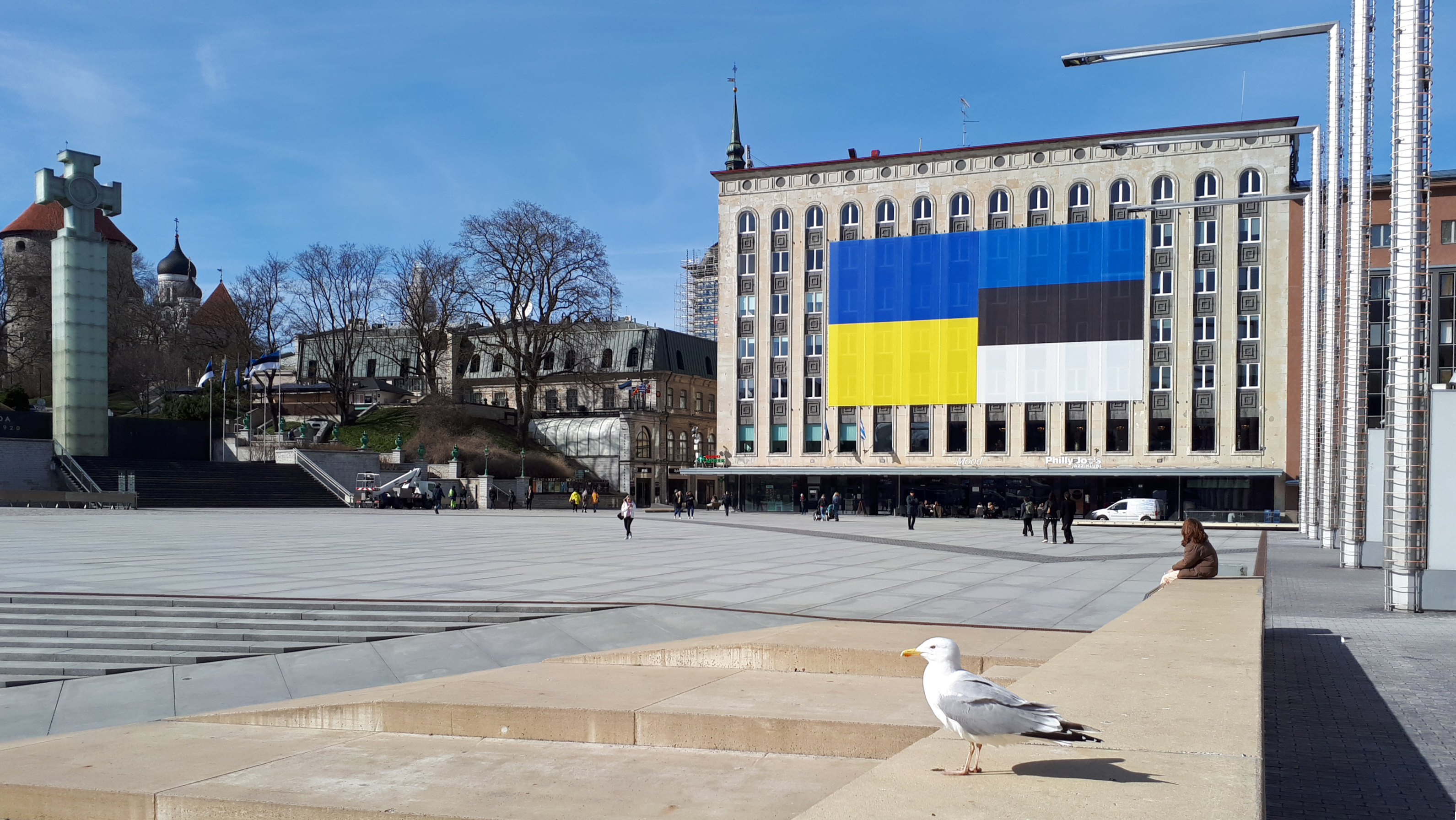
Таллінн, площа Свободи

Спочатку влада країни заявляла, що готова прийняти лише до 2 тисяч мігрантів. Але вже на початку березня уряд виділив 1,3 млн евро на допомогу українським втікачам від війни і полегшив коронавірусні обмеження щодо новоприбулих. Іноземцям, які рятуються від військового конфлікту в Україні, надавали житло, доступ до освіти та ринку праці, медичну допомогу.
Усього на 31 березня до країни прибуло понад 25,3 тисячі тих, хто рятується від війни, до 14 квітня — понад 30,4 тисячі, з них 20,1 тисячі подали заявки на тимчасовий захист.
Центри прийому втікачів від війни працюють у Таллінні, Тарту та Пярну. Тим українцям, які приїхали до Естонії до 24 лютого 2022 року і не можуть повернутися додому через війну, надається можливість запросити міжнародний захист. Розгляд клопотань про міжнародний захист громадян України проводиться за спрощеною процедурою та триває один місяць. Право на тимчасовий захист не поширюється на громадян України та членів їхніх сімей, які проживали чи перебували в Естонії до 24 лютого 2022 року. Ця категорія осіб може й надалі тимчасово залишатися в Естонії, навіть якщо термін їхнього безвізового перебування або дії візи закінчився.
За даними Департаменту поліції та прикордонної охорони Естонії, з 27 лютого по 23 квітня до країни прибули 33 115 українських втікачів від війни, з них 21 992 особи подали клопотання на тимчасовий захист, у тимчасових місцях проживання розміщено 4465 осіб, з них 1706 дітей.
Станом на 18 квітня в Естонській інформаційній системі освіти (EHIS) було зареєстровано 3206 дітей та підлітків, які прибули з України. У дитячих садках зареєстровано 718 дітей, в основній школі – 2254 особи, у гімназіях – 145, у професійно-технічних училищах – 89.

#### Португалія
Уже в перші дні після початку російського наступу влада португальської столиці заявила про намір прийняти українських втікачів від війни. Протягом двох наступних тижнів влада задовольнила понад 6 тисяч запитів про тимчасовий прихисток людей, які прибули з України.
До 18 березня 2022 року загальна чисельність українських мігрантів, що в'їхали до Португалії, перевищила 10 тисяч, що майже дорівнювало загальній кількості втікачів від війни, яких країна прийняла за попередні сім років. Через чотири дні чисельність мігрантів, що в'їхали в Португалію, зросла до 20 тисяч, з них більше третини — діти, деякі з яких подорожували без батьків. На платформі, спеціально створеній урядом, зареєструвалося близько 1,8 тисяч сімей, які готові прийняти українських дітей. Оскільки українська діаспора ще до початку військового конфлікту була однією з найбільших у країні, чисельність тих, хто звернувся за захистом держави, швидко зростала і до 7 квітня становила 28,5 тисяч;  на 6 травня — 33,1 тисячі.

#### Швеція
Під час європейської міграційної кризи 2015 року Швеція прийняла найбільшу чисельність втікачів від війни на душу населення (близько 163 тис. приїжджих на 10 млн жителів). І пізніше влада була змушена посилити міграційну політику через навантаження на адміністративні органи. Але вже невдовзі після ескалації російсько-української війни вони висловили намір прийняти переселенців та направили гуманітарну допомогу на підтримку роботи Міжнародного комітету Червоного Хреста в Україні. Проте, наприкінці лютого лише 127 людина звернулися по захист держави. З розвитком війни чисельність мігрантів зростала: за два тижні з початку російського наступу до Швеції щодня в'їжджало до 4-х тисяч осіб з України.
На 6 травня загальна чисельність втікачів від війни досягла 32 тисячі.

#### Бельгія
Про готовність прийняти українських втікачів від війни влада Бельгії повідомила 25 лютого 2022 року, але закликала європейські країни координувати міграційні потоки. Наплив українських втікачів від війни у країну призвів до перевантаженості державних органів та черг до реєстраційних центрів. Прибульцям надавалися медикаменти, доступ до освіти та тимчасове житло, зокрема, королівська родина Бельгії передала під розселення частину своєї нерухомості (у Валлонії, Тервюрене та Брюсселі). Також влада країни повідомляла про намір виділити 3 млн евро на гуманітарну допомогу.
На 6 травня загальна чисельність втікачів від війни становила 30,8 тисяч.

#### Данія

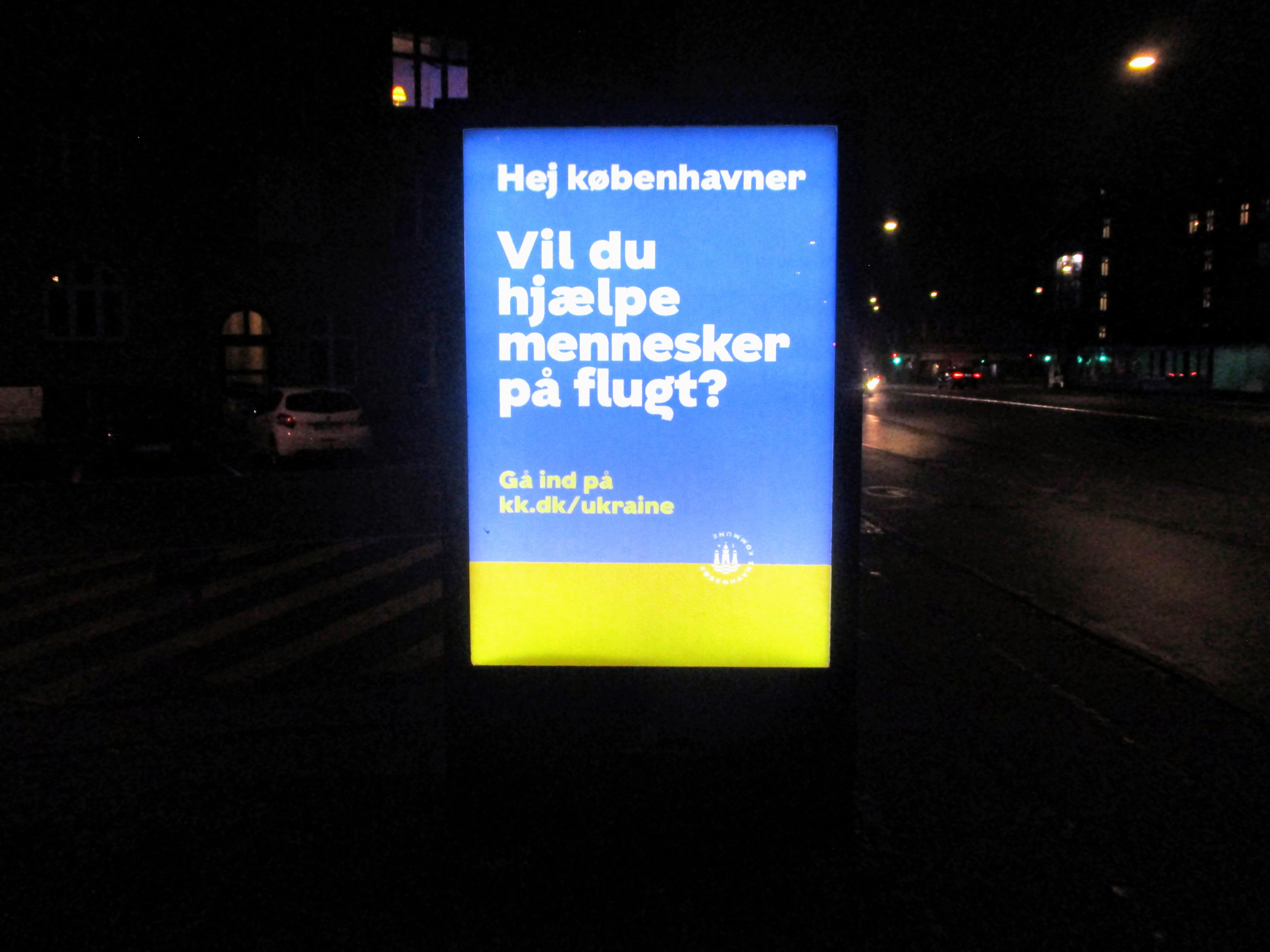
Постер у Копенгаґені, який рекламує муніципальну сторінку допомоги українським втікачам від війни

На 26 березня приблизно 24 тисячі українських втікачів від війни зареєструвалися для подання документів на тимчасовий дозвіл на проживання в Данії. При цьому оцінити точну чисельність мігрантів було складно, оскільки частина тих, хто в'їхав, проживала в приватних будинках і не реєструвалася, а ще частина — прямувала до Швеції. У північно-західних регіонах країни спостерігалася найбільша концентрація переселенців, і такі муніципалітети, як Західна Ютландія, висловлювали побоювання можливу нестачу житла для новоприбулих.
На 6 травня загальна чисельність втікачів від війни перевищила 30 тисяч.

#### Латвія

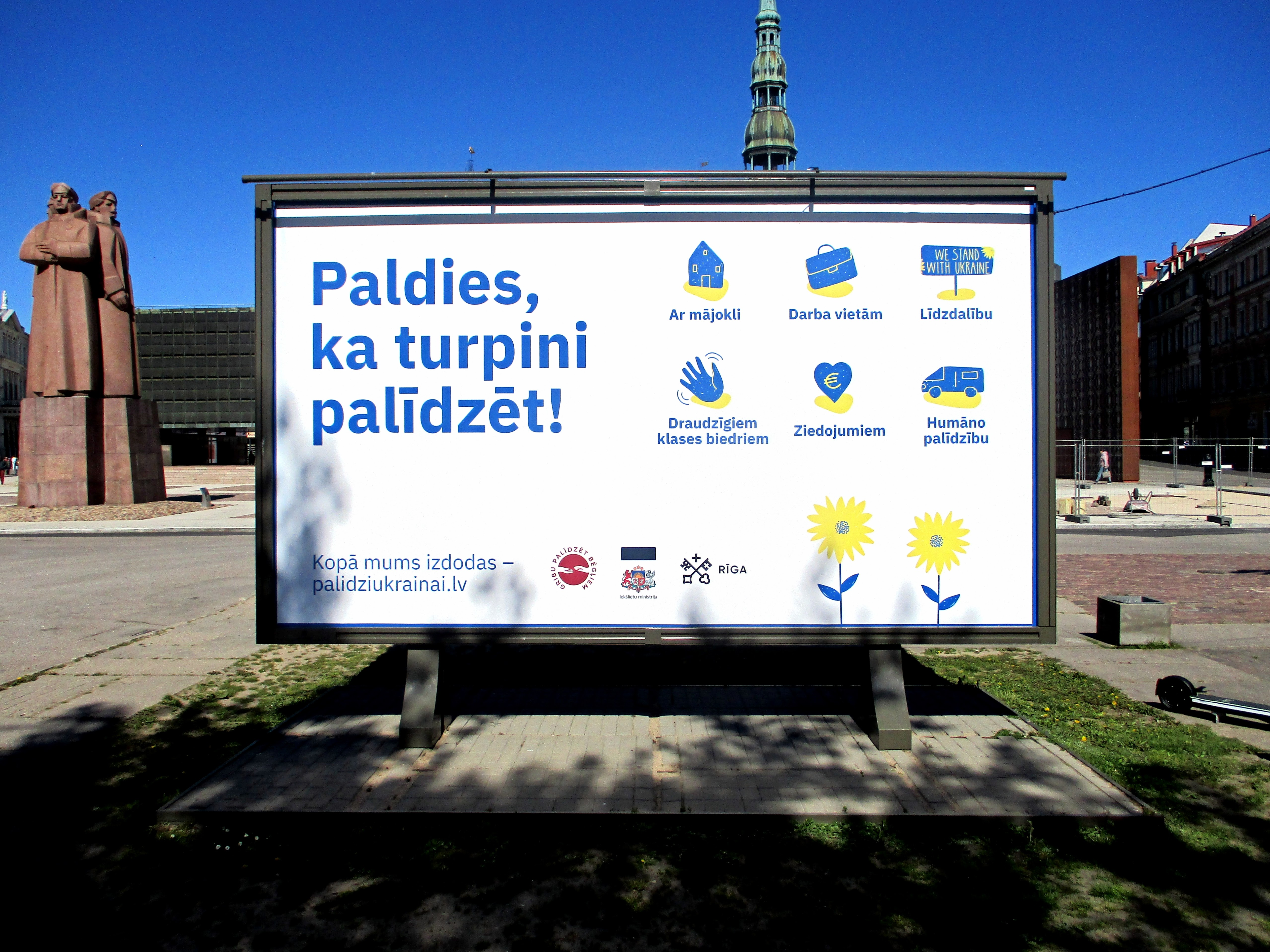
Інформаційний щит у Ризі з подякою за постійну підтримку українців та України.

24 лютого уряд Латвії затвердив план дій у надзвичайних ситуаціях щодо прийому та розміщення приблизно 10 000 втікачів від війни з України, а через два дні почали прибувати перші втікачі від війни за сприяння Латвійської асоціації самаритян. Кілька неурядових організацій, муніципалітетів, шкіл та установ також пообіцяли надати житло. 27 лютого близько 20 професійних водіїв-добровольців вирушили до Любліна з подарованими припасами, доставивши українських втікачів від війни до Латвії на зворотному шляху.

#### Швейцарія
Громадянину України (з біометричним паспортом) вже можна в'їхати до Швейцарії без візи. Тривалість перебування — три місяці. Міністр юстиції Карін Келлер-Саттер заявила 28 лютого, що в майбутньому втікачам від війни без паспортів також будуть раді. Місце проживання більше не повинно обмежуватися в часі. Федеральний уряд і кантони швидко забезпечать житлом дев'ять тисяч втікачів від війни. Як повідомляє SRF, усі політичні партії виступають за швидкий прийом українських втікачів від війни.

#### Ірландія
Ірлалнія одна із перших країн Євросоюзу яка почала активно приймати втікачів від війни з України. Майже одразу після початку повномасштабного вторгнення, 25 лютого, Ірландія скавувала візовий режим з Україною. За даними ООН в Ірландії перебуває 56 тисяч українських втікачів від війни. Усі втікачі від війни одразу отримують статус Temporary Protection (Тимчасовий Захист) після направляються до розподільчих центрів. Одним з найвідоміших та найнавантаженіших є концертний зал Citywest, що у західному передмісті Дубліна. Українці мають право отримувати щотижневу фінансову допомогу від держави у розмірі від €117 до €206. До певного періоду після, як правило, не тривалого перебування в розподільчих центрах українці розселялися до готелів по всій країні. Але в якийсь момент чисельність втікачів від війни перевищила потужності Ірландії, через що уряд був вимушений розселяти людей у спортзали, раніше законсервовані готелі, тощо. Разом із цим через хвилю втікачів від війни до Ірландії, в країні загострилась житлова криза. Купити або орендувати квартиру складно, а подекуди майже неможливо.

#### Нідерланди
Через попередні візові правила з Україною, українці в пошуках безпеки можуть легко дістатися літаком до Нідерландів і залишитися на три місяці. За цей час вони, в основному, повинні знайти собі житло. Центри притулку вже «переповнені». Більше того, Україна досі вважається безпечною країною походження, підсумувала 25 лютого правову ситуацію Петра Віссерс. Ще одним недоліком для постраждалих, за її словами, є те, що життя в центрі притулку тягне за собою обмеження: є обов'язок реєструватися, люди не можуть самостійно готувати, а дітям часто важко відвідувати школу.
Державний секретар з питань міграції Ерік ван дер Бург сказав, що завжди підкреслювався принцип, що втікачі від війни повинні прийматися у своєму регіоні, якщо це можливо. «Тепер Європа — це регіон». На той час, 27 лютого, до Нідерландів з України прибуло менше 50 втікачів від війни.

### Інші країни світу

#### Туреччина
3 березня Туреччина оголосила, що 20 тисяч українських втікачів від війни увійшли до Туреччини після російського вторгнення. Міністр внутрішніх справ Сулейман Сойлу сказав, що Туреччина рада їх вітати. Станом на 8 березня 2022 року, за офіційними даними, чисельність українських втікачів від війни у країні становила 20 550, з яких 551 були кримськотатарського чи турецько-месхетинського походження. Українська переможниця Євробачення-2016 кримська татарка Джамала також шукала притулку в Туреччині. На 23 березня чисельність українських втікачів від війни перевищила 58 тисяч; на 6 травня 2022 — 85 тисяч.

#### Ізраїль

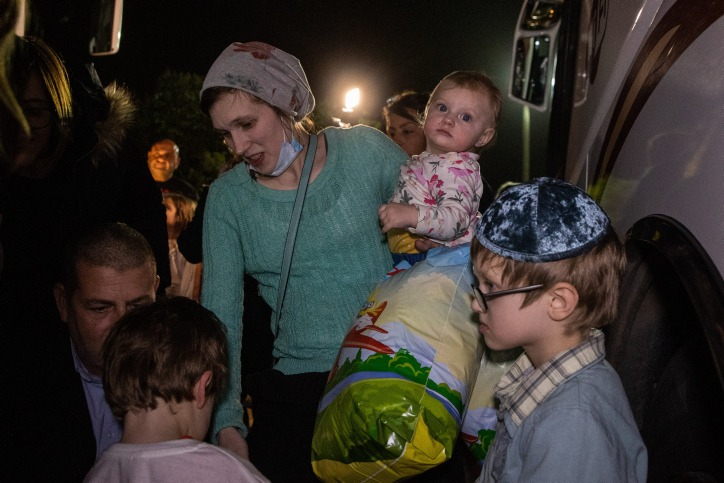
Українська родина прибула в Ізраїль

Станом на 23 березня до Ізраїлю прибуло понад 15,2 тисяч українських втікачів від війни, з яких лише 4,2 тисячі мали б право на громадянство.
Крім того, ще 20 тисяч українців, які вже перебували в Ізраїлі на момент початку конфлікту (за туристичними візами чи нелегально в країні), також були визнані втікачами від війни та отримали дозвіл на перебування.
Єврейське агентство ініціювало евакуацію українських євреїв та їхніх родичів до Ізраїлю через Варшаву, а ізраїльські дипломати евакуювали громадян Ізраїлю з хасидської святині в Умані та інших місцях.
На 6 травня 2022 загальна чисельність українських втікачів від війни в країні перевищила 35 тисяч.

#### США

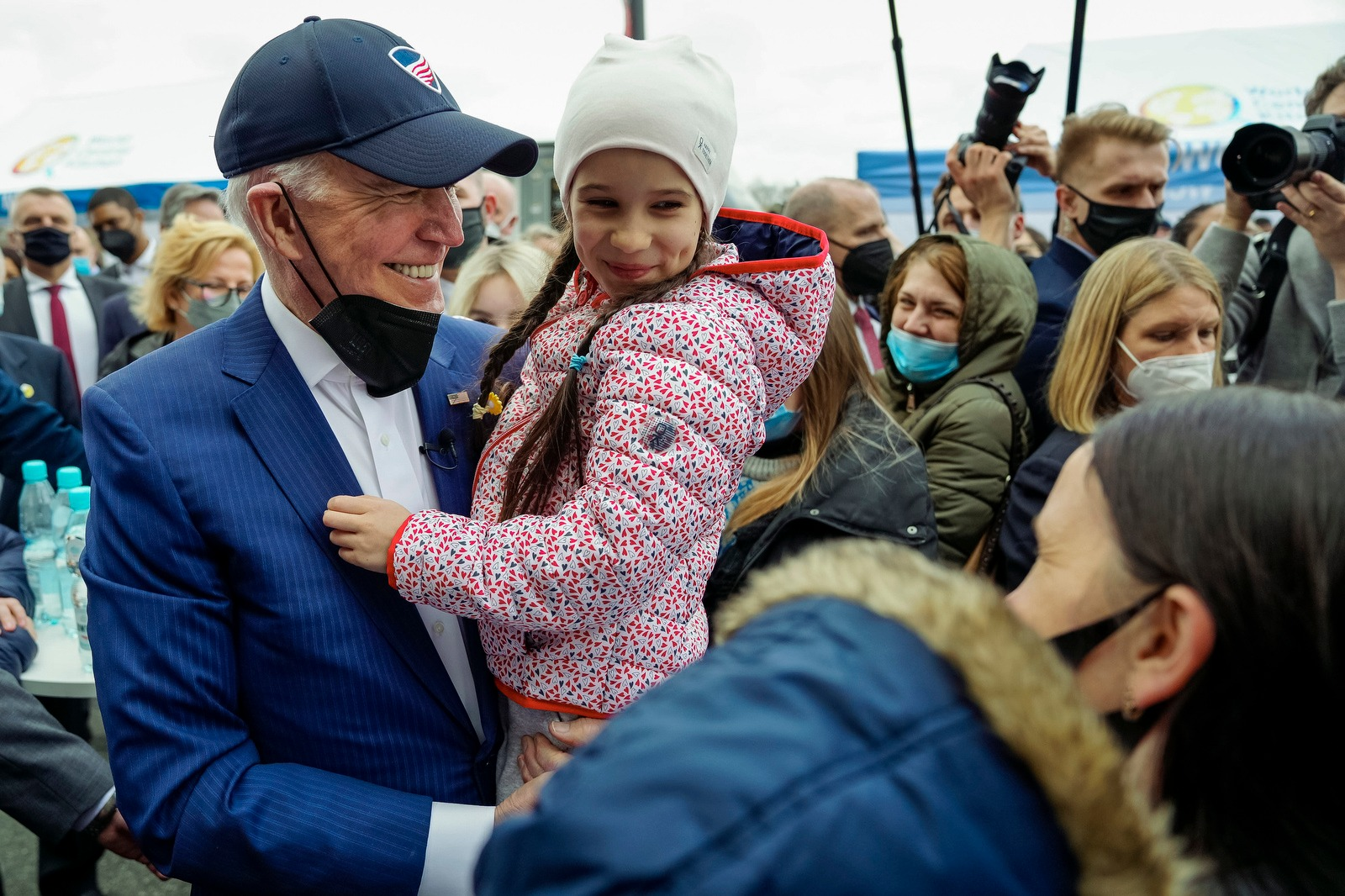
Президент США Джо Байден вітає українських втікачів від війни під час березневого візиту до Польщі

4 березня уряд Сполучених Штатів Америки оголосив, що українцям буде надано статус тимчасового захисту. 24 березня президент США Джо Байден оголосив, що в Сполучених Штатах буде прийнято до 100 000 українських втікачів від війни; особливо, зосередившись на тих, у кого родина вже в країні.

#### Канада
3 березня уряд Канади оголосив про план постійного возз'єднання громадян Канади з членами їхніх українських сімей. Управління імміграції, біженців та громадянства Канади заявило, що країна дозволить необмеженій кількості українців подавати заявки на тимчасове перебування в Канаді та надавати дозволи на роботу для українців, які були прийняті за цими міграційними схемами. 17 березня уряд запровадив Канадсько-український дозвіл на екстрені поїздки (CUAET), який надає українцям та їхнім родинам гостьову візу для тимчасового приїзду до Канади та дозволяє їм працювати та навчатися там до трьох років. Чисельність людей, які можуть подати заявку не обмежена, і заявники, які перебувають за кордоном, повинні подати заявку онлайн та надати свої біометричні дані (відбитки пальців і фотографію).
У Канаді проживає майже 1,4 мільйона канадських українців, що робить Канаду другою за чисельністю населення української діаспори. Чисельність громадян України та постійних мешканців Канади українського походження, зафіксованих Агентством прикордонної служби Канади, які прибули до Канади в період з 1 січня по 15 травня, становила 6369 наземним транспортом і 25 832 — повітряним. У період з 17 березня по 11 травня через CUAET було отримано 223 664 заявки, з яких 104 553 було схвалено. Оскільки заявки продовжують надходити, уряд Канади оголосив, що інвестує додаткові 117 мільйонів канадських доларів для прискорення впровадження нових імміграційних програм для українських втікачів від війни.

#### Японія
15 березня Японія відкрила свої кордони для втікачів від війни з України. З початку російського вторгнення до 6 квітня 2022 року в Японію увійшли 437 українських втікачів від війни.

#### Філіппіни
11 березня 2022 року міністр юстиції Філіппін Менардо Геварра заявив, що приймуть українців, що тікають від війни. Президент Філіппін Родріго Дутерте 28 лютого підписав Указ № 163, оприлюднений у середу, який інституціонізує зусилля зі захисту втікачів від війни, осіб без громадянства та шукачів притулку для виконання зобов'язань Філіппін за міжнародними угодами.

## Громадяни третіх країн
Заяви про нерівне ставлення прикордонників та інших органів влади з боку біженців-громадян третіх країн були висунуті через кілька днів після кризи. Багато іноземців стверджують, що їх змусили стояти на задньому плані, дехто стверджує, що охорона їх побила та роздерла одяг, але це не всі бачили.
Польська прикордонна поліція заявила, що допомагає всім людям, які тікають з України: «Національність не має значення. Це неправда, що африканців повертають назад з расистських причин». Представники Гани та Сомалі заявили, що не мають інформації про проблеми своїх співвітчизників з України. Африканський союз, з іншого боку, поскаржився на відповідні повідомлення та назвав спроби перешкодити африканцям перетинати кордон расистськими та невідповідними міжнародному праву.

## Рішення питання кризи
«Велике переселення народів» — такою мала бути фокус-тема «Книжкового арсеналу» у 2022 році, що не відбувся через війну, із питаннями, що запропонувала кураторка Оксана Форостина: «… рано чи пізно ми відкриємося для тих, хто шукатиме в нашій країні кращої долі. Що розкажемо їм про себе? Якими себе бачимо? Які правила в нашому домі й яку іншість ми готові приймати?…»
Питання «Людський капітал: зцілення, реінтеграція, розширення повноважень» для України обговорювали під час Конференції у Лондоні (URC 2023) 21—22 червня 2023 року.
Голова Європейського Конґресу Українців (ЄКУ) Богдан Райчинець уважає першочерговим зупинити війну. Питання опору інтеграції (культурна інтеграція — асиміляція) українців уважає важким, бо країни витрачають гроші на адаптацію дітей, які можуть стати громадянами іншої країни. В такій ситуації багато залежить від сім'ї, «Якщо дитина буде далі говорити українською чи буде дотичною до України, вона не асимілюється зразу. Якщо батьки махнуть рукою, то ніхто нічого з цим не зробить.» ЄКУ підтримує суботні школи, освітні програми, видавництво книжок, наголошує на важливості праці над національною програмою щодо повернення людей в Україну.
У європейських країнах асоціації часто нарікають на брак фінансування проєктів чи подій. Українські громади США та Канади самі фінансують проєкти та вирішують напрямки діяльності.
Президент Світового Конґресу Українців Павло Ґрод в інтер'ю наголосив, що для сповільнення асиміляційних процесів важливо зберегти українську ідентичність через можливість вивчення мови, мережу освітніх закладів. Українська церква, український садочок, школа, молодіжна організація паралельно з навчанням у школі країни перебування, позашкільні програми, мистецькі та творчі гуртки, футбольні клуби, танці, співочий хор — можуть бути українськими. Ці заклади потрібні як запобіжники. Збереження української мови за кордоном — це першочерговий принцип.
Дискусія щодо міграції в Україні є на багатьох майданчиках.